# یواس‌اس پلانگر (۱۸۹۷)
یواس‌اس پلانگر (۱۸۹۷) (به انگلیسی: USS Plunger (1897)) یک کشتی بود که طول آن ۸۵ فوت ۳ اینچ (۲۵٫۹۸ متر) بود. این کشتی در سال ۱۸۹۷ ساخته شد.